# Икряное
Икряное — село в Астраханской области России, административный центр Икрянинского района и Икрянинского сельсовета.
Расположено в 40 километрах ниже Астрахани, в дельте Волги на берегу Бахтемира, по обеим сторонам автодороги Р215 Астрахань — Махачкала. Территорию села пересекают ерики Икрянка и Хурдун.
Около села на бэровском бугре расположено золотоордынское городище XIV века. (Чёртово городище).

## История
Заселение земель и окрестностей современного села Икряное начинается на рубеже XVIII—XIX вв.
В 1769 году помещику Сибирской губернии коллежскому асессору Скрипицыну были переданы из Межевой Канцелярии 10 000 десятин земли в урочищах реки Басарги.
В 1788 году земли Астраханского уезда Высочайшим Указом были отданы статскому советнику Николаю Смирнову.
В 1790 году эти земли возвращаются Н. Смирновым и Указом её Императорского Величества отдаются лейб-гвардии конного полка, секунд-ротмистру Дмитрию Зубову.
В 1797 году в царствование Павла I по Указу Его Императорского Величества Правительствующим Сенатом из Межевой Канцелярии были переданы земли князьям Александру Борисовичу и Алексею Борисовичу Куракиным.
Незадолго до этого на берегу реки Бахтемир, в месте отделения от неё протока Икрянка возникает селение Икряное. Основатель граф Д. А. Зубов получил эти земли на основании предписания 1786 г. генерал-губернатора Г. А. Потемкина о раздаче казённых земель помещикам для поселения крестьян. Первое заселение происходило за счет 77 крестьян Симбирской губернии, которых поселили на Зубовском бугре. Новым жителям было нелегко здесь жить, осваивая неизвестный им доселе рыбный промысел. Кругом камыши, болота, протоки и нет земли для привычного им землепашества. В 1792 г. такая раздача земель была признана Сенатом незаконной и, лишившись Бахтемирских вод, Зубов продал икрянинских крепостных и землю под селом соседу по имению греку с о. Псара надворному советнику герою Чесменской битвы в русско-турецкой войне Ивану Андреевичу Варвацию. Лишенные рыболовных угодий, икрянинцы покидают земли и переезжают в с. Федоровское (земли, купленные Варвацием у Скрипицина в конце XVIII в.).
Заселение земель шло медленно, так как владельцы в основном использовали рыболовные воды. И 24 августа 1802 года Александр I, приняв во внимание смысл ранее принятой дворянской грамоты о заселении земель, делает разъяснения: «Что для заселения отводятся земли, а не морские воды, повелевая, чтобы воды по-прежнему пригодны были для общего пользования».
В 1807—1810 гг Варваций переселяет из Федоровки поселенцев на новое место в только что возведенные добротные дома. Больше селение за свою историю не переносилось. Место было выбрано на участке впадения Икрянки в Бахтемир. И. А. Варваций, будучи человеком щедрым, содержал их на своем попечении, надеясь, что со временем имению будут возвращены близлежащие Бахтемирские воды.
Дело о Бахтемирских речных участках рассматривалось в Сенате около года и в 1817 г. было завершено в пользу И. А. Варвация: «Исключение из казённого ведомствами оброчного склада рыбных ловель надворного советника Варвация по Астраханской губернии и предоставленные ему в вечное и потомственное владение». Село постепенно стало возрождаться. В 1817 г. население с. Икряное составляло 147 человек. В первые годы своего существования, как описывает губернский землемер Витте, оно выглядело так: 18 крестьянских домов, построенных по образцу того времени и образа жизни, расположенные в одну широкую улицу, в конце которой стояла деревянная церковь, перенесенная с Седлинского карантина,, отделанная иконостасом и другой церковной утварью. По обеим сторонам улицы рассажены тополя.
Поселение постепенно росло и богатело. Расположенное на берегу судового тракта, недалеко от Астрахани и Каспийского моря, оно служило удобным причалом для судов. В 1865 году в селе Икряном было 139 дворов, проживало 300 человек, в 1871 году — 547 человек.
В 1873 году (по другим данным в 1841 году) была выстроена каменная церковь во имя святых Петра и Павла — Петропавловская. Имелись школа, училище и 2 завода: жиротопный и кирпичный.
В 1874 году село Икряное носило статус волостного.
По сведениям Астраханского губернского статкомитета в 1877 году население Икряного составляло 594 человека. Число дворов приближалось к 150. В селе — три лавки торговых, питейное заведение, станционный пункт, каменная церковь, пожарный обоз, три кузницы, училище, волостное управление. Церковь во имя святых апостолов Петра и Павла была построена на средства Александры Милашевой (Сапожниковой) и её брата Алексея Сапожникова. Благодаря метрическим книгам в трех частях (о родившихся (1-я), о бракосочетавшихся (2-я) и о умерших (3-я)), которые велись при церкви в 1839—1918 годах, сохранились данные о жителях села Икряного и смежных деревень того времени, которые доступны в Государственном архиве Астраханской области.
с 1918 по 1925 год в Икряном находилось 1-е районное управление Волго-Каспийского государственного рыбопромышленного треста

## Население
| март 1919                                                     | 1939 |
| ------------------------------------------------------------- | ---- |
| 2736 (845 мужчин, 905 женщин, 986 детей до 10 лет, 322 двора) | 4786 |

| 1959 | 1970  | 1979  | 1989  | 2002  | 2010    | 2021    |
| ---- | ----- | ----- | ----- | ----- | ------- | ------- |
| 5111 | ↗6619 | ↗7957 | ↗9629 | ↗9925 | ↗10 036 | ↗10 452 |